# Bambusa dissimulator
Bambusa dissimulator är en gräsart som beskrevs av Mcclure. Bambusa dissimulator ingår i släktet Bambusa och familjen gräs. Inga underarter finns listade i Catalogue of Life.